# Sinagoga Ohel Jacob
A Sinagoga Ohel Jacob em Lisboa trata-se da única sinagoga asquenaze de Portugal aberta aos b'nei-anussim. É uma sinagoga de rito Progressista, sob a orientação da Rabina Alona Lisitsa, tendo sido aceite como membro afiliado da European Union For Progressive Judaism (EUPJ) e World Union For Progressive Judaism (WUPJ), em 14 de Abril de 2016.